# Cedrick Hardman
Cedrick Ward Hardman (4 de outubro de 1948 – 8 de março de 2019) foi um jogador de futebol americano que atuava como defensive end na National Football League pelo San Francisco 49ers e o Oakland Raiders.  Os treze anos que Hardman jogou fuetbol americano como profissional, ele quebro o recorde dos 49ers com 18 sacks em apenas 14 jogos.